# 慈恩寺 (岐阜市溝口中)
慈恩寺（じおんじ）は、岐阜県岐阜市溝口中にある西山浄土宗の寺院で、山号は玉保山。重要文化財の千手観音像を本尊としている。なお、岐阜市には同じ寺号の高桑山慈恩寺が柳津町高桑に、景徳山慈恩寺が大門町に存在する。

## 歴史
建久6年（1195年）に落合国時の追善供養のため、その子の山県国盛、世保国成兄弟が開基となり、慈源大僧正を開山とする天台宗の寺院として建立された。その後兵火に遭うなどして衰えたが、立政寺開山である智通光居の法嗣、玉保通源が正長元年（1428年）に浄土宗の寺院として再興した。文明年間に住職の護海上人が、霊夢により、その当時の本尊であった恵心僧都作と伝わる阿弥陀如来を、関市の満願寺の伝教大師作と伝わる千手観音座像と交換している。また、護海上人は文明18年（1486年）に寺の北西に末寺として仏光寺を開いた。文禄2年（1593年）には西福寺、寛永元年（1624年）に福善寺を末寺に加えている。
承応3年（1654年）、火災により焼失。天明3年（1783年）、京都禅林寺と光明寺から准檀林の称号を得ている。明和6年（1769年）と明治4年（1871年）に火災に遭い、多くの寺宝と堂宇を失う。現在の本堂は明治43年（1910年）に再建されたもので、庫裏は明治11年（1878年）に再建されたものである。

## 文化財
本尊の木造千手観音坐像は平安時代後期の作とみられ、阿弥陀如来を頭上に掲げる珍しい形をしている。明治20年（1887年）に宮内省から保存金100円を交付され、大正3年（1914年）に旧国宝（現・重要文化財）に指定された。通常非公開であるが、1月1日から1月3日までの3日間と8月9日と10日の2日のみ開帳される。